# ドキュメント昭和
『ドキュメント昭和』（ドキュメント・しょうわ）は、1975年4月6日-12月28日にかけて、朝日放送テレビ（同年3月31日よりANN（日本教育テレビ（現・テレビ朝日））系列に移行）で、毎週日曜日10:30-11:00に生放送された教養番組である。全39話。
同番組は、この年、昭和50年に当たり、昭和の時代を記録したニュース映画や資料、関係者のインタビューなどを通して、日本の昭和史を動かし、今日に影響を受けた物事について深く追求するというものであった。第8回・テレビ大賞優秀番組を受賞した。

## 出演
- 司会・ナレーター:三国一朗
- レポーター（放送内容参照）

## スタッフ
- 製作著作:朝日放送[1]・日本映画新社（日本ニュース製作社）
- プロデューサー:鈴木昭典、広瀬済、庭野憲二他
- 構成:今野勉他

## 放送内容
※第3・17・18・24・39話は三国がレポーターを兼務。
1. 昭和ひらく（レポーター<以下同文>:伊丹十三）
2. 検閲不合格映画「戦ふ兵隊」（佐藤忠雄）
3. あゝ少国民　教室の50年史
4. 恐怖の特高警察（小中陽太郎）
5. 清き一票ことはじめ（青島幸男）
6. 娘身売り引き受けます（松本典子）
7. 知ってますか兵隊さん（岸部シロー）
8. 大本営発表（フランキー堺）
9. 「と号」作戦　―陸軍特別攻撃隊―（岡田英次）
10. 嗚呼!!「民族の祭典」　―オリンピック秘史―（矢田喜美雄）
11. とんとんとんからり　隣組かく戦えり（高田敏江）
12. 実録　台所太平記　女きのう今日（藤田弓子）
13. さらば興安嶺　消えた大満州帝国（木村功）
14. 「ゼロ戦」ってなんだ？（松山英太郎）
15. わが青春と連合艦隊　―海兵69期の記録―（フランキー堺）
16. 幻の弾丸列車　―特急50年うらおもて―（三遊亭円歌）
17. 共栄圏だより1　比島感傷旅行
18. 同2　インドネシアのニッポンゴ
19. 原爆零年　その時、科学者たちは…（小中陽太郎）
20. プロ野球半世紀　グラウンドの勇者たち（佐々木信也）
21. すいとん　雑炊　いもの茎（南利明）
22. マッカーサーの命により（加藤武）
23. 空襲なんぞ恐るべき（高田敏江）
24. 陸士と海兵　―軍国日本のエリート教育―
25. 醜の御楯　―我等は少年戦車兵―（納谷悟朗）
26. 日本の叛乱　2・26事件の一視点（ベン・アミ・シロニー、朗読:山本學）
27. 現人神から象徴へ（上前淳一郎）
28. 盟友ヒトラー　踊らされた日本（小中陽太郎）
29. ゾルゲ諜報機関　“日本軍北進セズ”（いいだもも）
30. 戦後民主主義おさらい帳（加太こうじ、坊屋三郎、ボブ・ページ）
31. モボ・モガ　そして築地小劇場（蜷川幸雄）
32. 日本独立　ゆらぐ平和と安全（麻生良方）
33. 大和撫子　―女子挺身隊の青春―（松本典子）
34. 櫻花　最後の軍用機（穂高稔）
35. 石炭落魄　その風化した栄光（上前淳一郎）
36. Dec.7.1941　リメンバーパールハーバー（加藤秀俊）
37. 日本降伏　日中15年戦争の終幕（いいだもも）
38. 汚名　あるC級戦犯の秘録（フランキー堺）
39. 昭和回想　記録フィルムは語る（総集編）